# Aqueduc de Maintenon
Pour les articles homonymes, voir Maintenon (homonymie).
L'aqueduc de Maintenon est un ouvrage d'art inachevé, situé sur le domaine du château de Maintenon, franchissant la vallée de l'Eure. Il fait partie du canal de l'Eure (aqueduc de Pontgouin à Versailles) initié par Louis XIV dans le but d'alimenter en eau le château de Versailles. Débutés en 1686, les travaux seront abandonnés en 1689 en raison de l'entrée en guerre du Royaume contre la Ligue d'Augsbourg. L'aqueduc fait l’objet d’un classement au titre des monuments historiques depuis 1875. Les deux entonnoirs font l’objet d’une inscription au titre des monuments historiques depuis le 19 mars 1934.

## Conception

### Besoins en eau du château de Versailles
La transformation du château de Versailles débute en 1662. Depuis que Louis XIV a décidé de transformer ce château et qu'il s'y est installé avec sa cour en 1682, la population de la ville a été multipliée par dix. Les sources et les ruisseaux des alentours, peu nombreux, sont captés pour alimenter le palais mais surtout le parc avec ses fontaines et jets d'eau toujours plus nombreux.
Rapidement, le problème de l'approvisionnement en eau se pose. Plusieurs aménagements, que ce soit le détournement de la Bièvre ou la construction de la machine de Marly sur la Seine sont effectués mais ils se révèlent encore insuffisants. En effet, la seule consommation des jardins s'élevait à 32 292 muids, soit 9 500 m3 d'eau pour moins de trois heures de jeux d'eau.

### Projets
Différents projets furent élaborés pour alimenter le château et le parc. Le premier daté de 1674, sur une idée de Riquet, qui prévoyait de détourner les eaux de la Loire, fut rapidement abandonné tout comme le second, de 1678, des frères Francine, fontainiers du Roi, qui envisageait de capter les eaux de l'Essonne. Les récents progrès de la science, et plus particulièrement l'invention d'un appareil de mesure du nivellement par l'abbé Picard  avaient démontré que ces cours d'eau étaient situés sous le niveau du château de Versailles.

### Canal de l'Eure ou canalLouisXIV
Il faut attendre 1684 pour que des études soient effectuées par La Hire, sous la direction de Louvois, alors surintendant des bâtiments depuis la mort de Colbert en 1683, qui découvre que l'Eure est plus élevée à la hauteur de Pontgouin (à environ 80 km de Versailles) ) que le château d'approximativement 80 pieds (soit 27 mètres).
Une fois le projet validé, Louvois espère des quantités d'eau comprises entre 50 000 et 100 000 m3 par jour. Louvois fait appel à Vauban qui se fera prier avant de se rendre à Versailles. Le ministre finira par le convoquer pour lui confier le chantier. Vauban se met immédiatement au travail, effectue des relevés et propose une canalisation enterrée, principalement pour une raison de coûts.
Très vite, les rapports entre les deux hommes se dégradent, Louvois, tout à la gloire du Roi et de la sienne, souhaitant une alternance de canalisation et d'aqueducs pour le franchissement des vallées. Le point de discorde entre les deux hommes est constitué par le franchissement de la vallée de l'Eure à proximité du château de Maintenon. Vauban souhaite réaliser un « aqueduc rampant », c'est-à-dire un siphon en conduites métalliques qui franchirait la vallée en suivant le relief.
Mais par un courrier en date du 7 février 1685, Louvois lui adresse une fin de non recevoir ; « il est inutile que vous pensiez à un aqueduc rampant dont le Roi ne veut pas entendre parler[...] ». Le Roi ayant tranché, le projet initial s'oriente vers un ouvrage d'environ 18 km de long en franchissant la vallée de l'Eure à une hauteur maximale de plus de 70 mètres.
Vauban critique le projet et trouve l'ouvrage trop massif avec des arcades irrégulières et manquant de largeur pour que l'eau s'écoule correctement. Il propose de le redessiner afin de réduire le volume de pierres et maçonnerie nécessaire à sa construction tout en l'élargissant.

Carte et plans de l'aqueduc
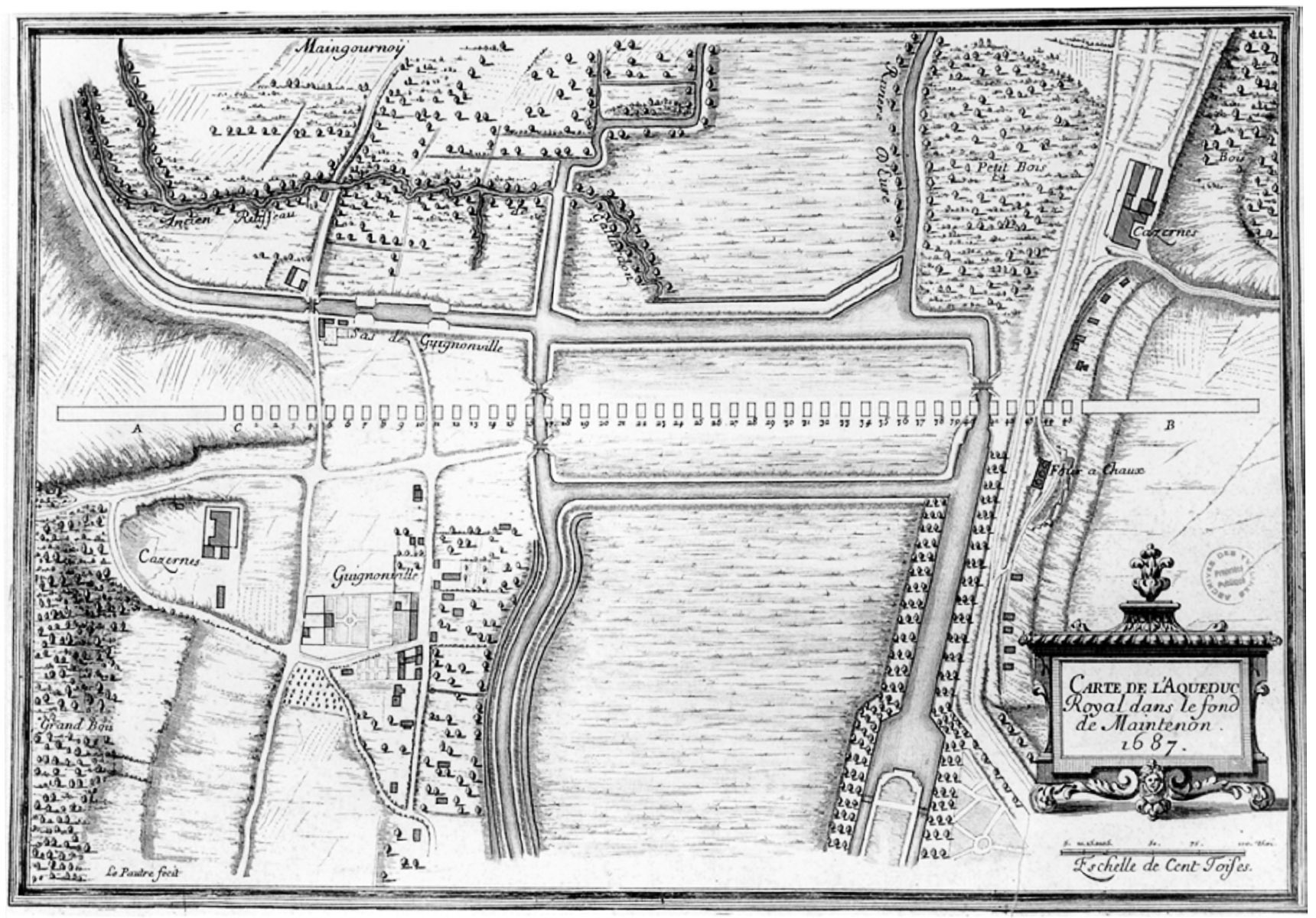
Carte de 1687.
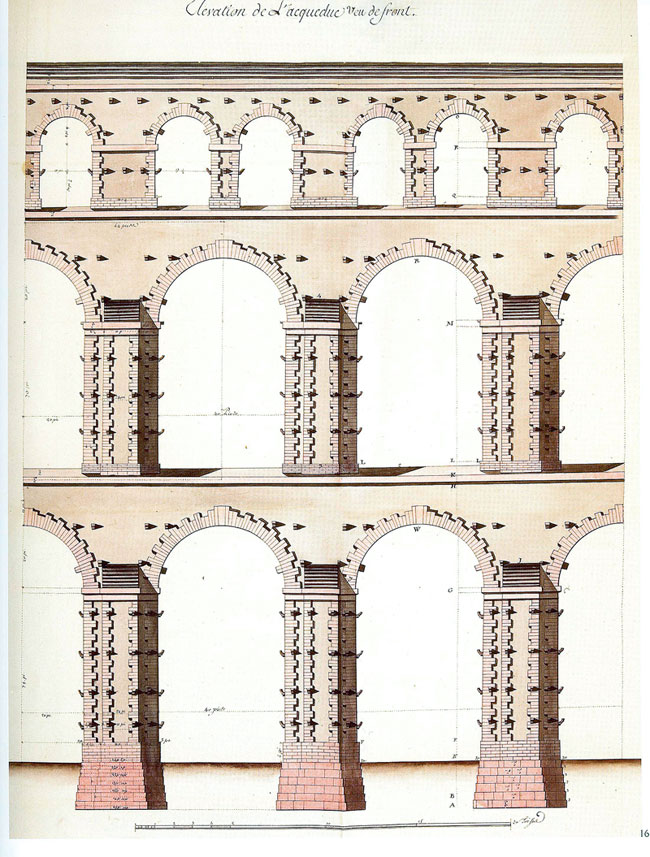
Projet initial (longueur 17 km, hauteur 73 m).
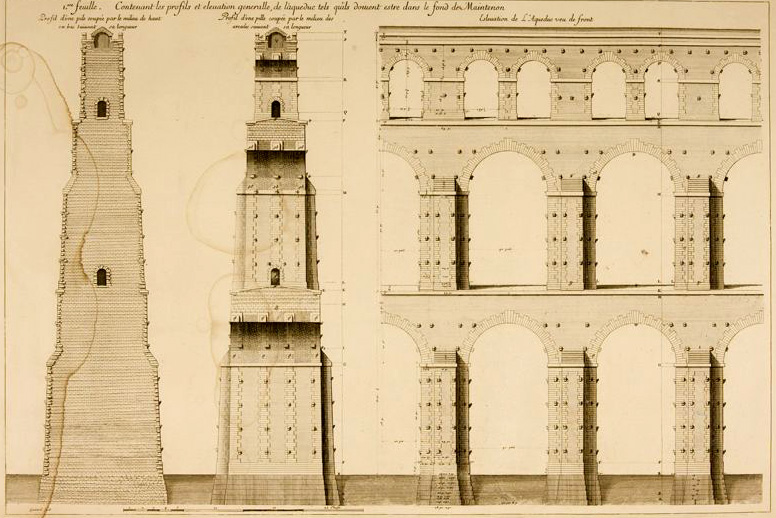
Profil et élévation.

## Construction

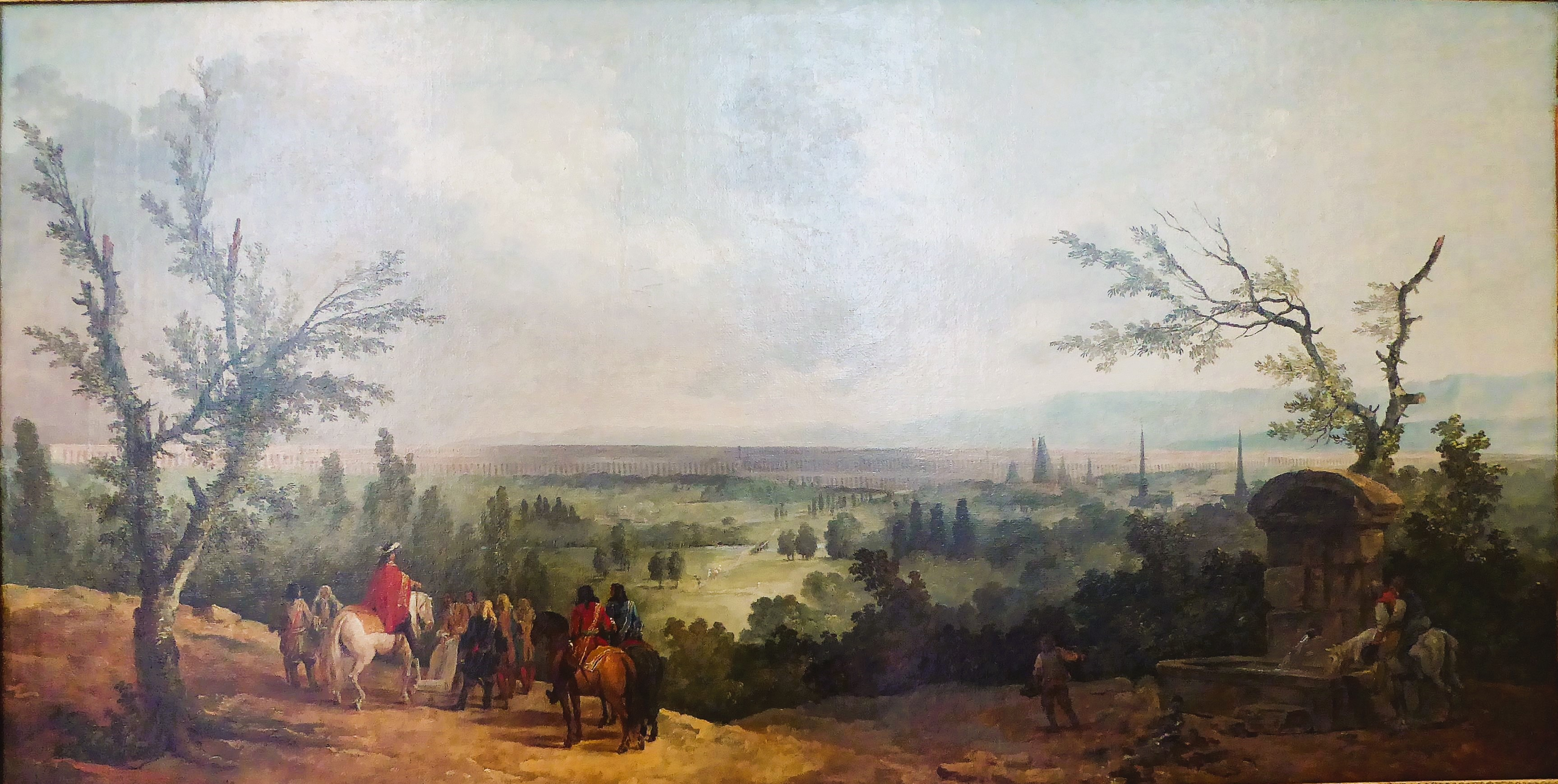
Louis XIV devant l'aqueduc de Maintenon d'Hubert Robert, musée des Beaux-Arts de Chartres.

La décision prise, les travaux de construction de l'aqueduc commencent en 1686, soit deux ans après le début du creusement du canal,.

## Désaffectation
Les travaux furent abandonnés en 1688 et l'aqueduc resta inachevé, seule la première rangée d'arcades étant construite.

L’aqueduc de Maintenon
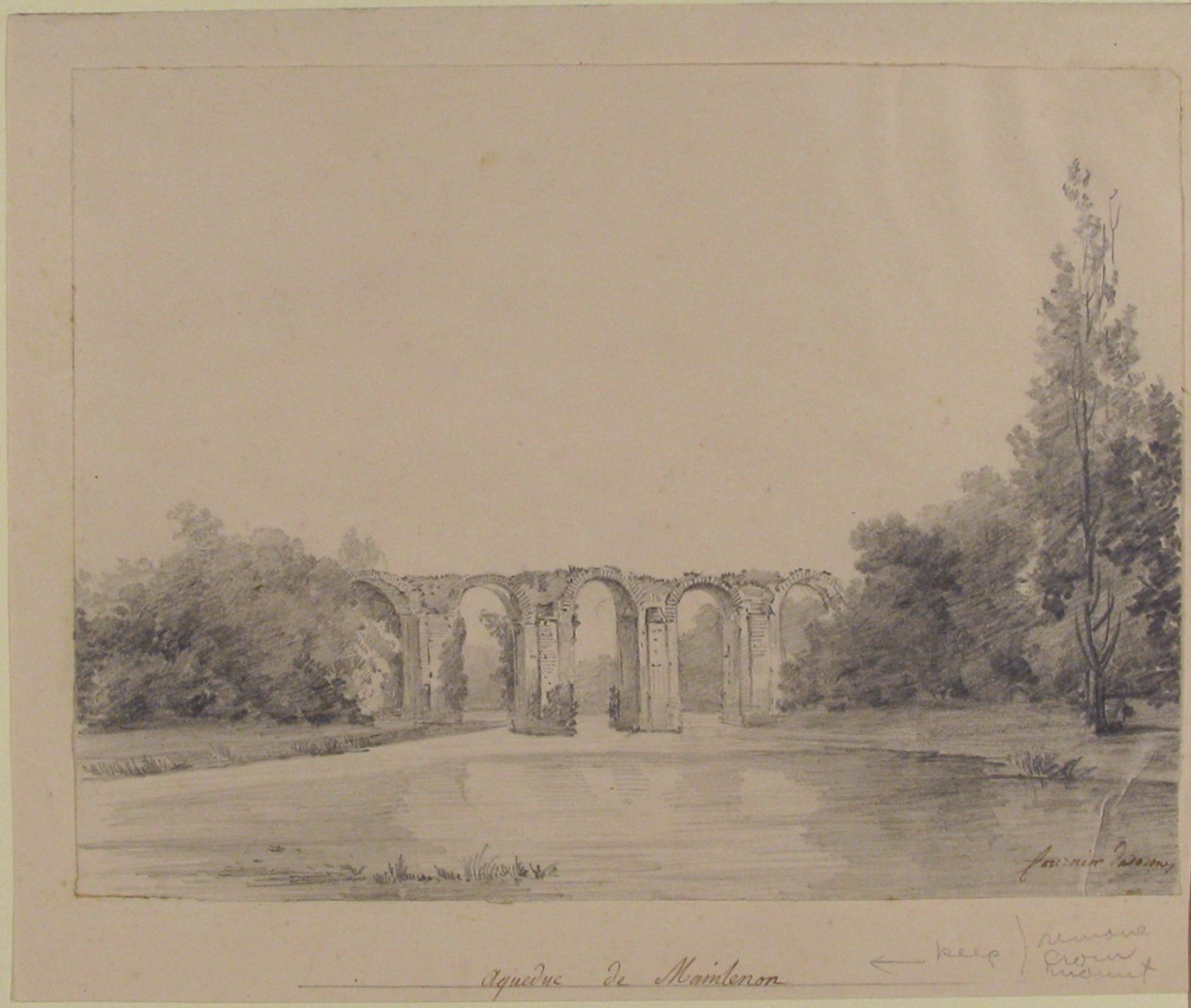
Aqueduc de Maintenon de Charles Fournier des Ormes (1777-1850).
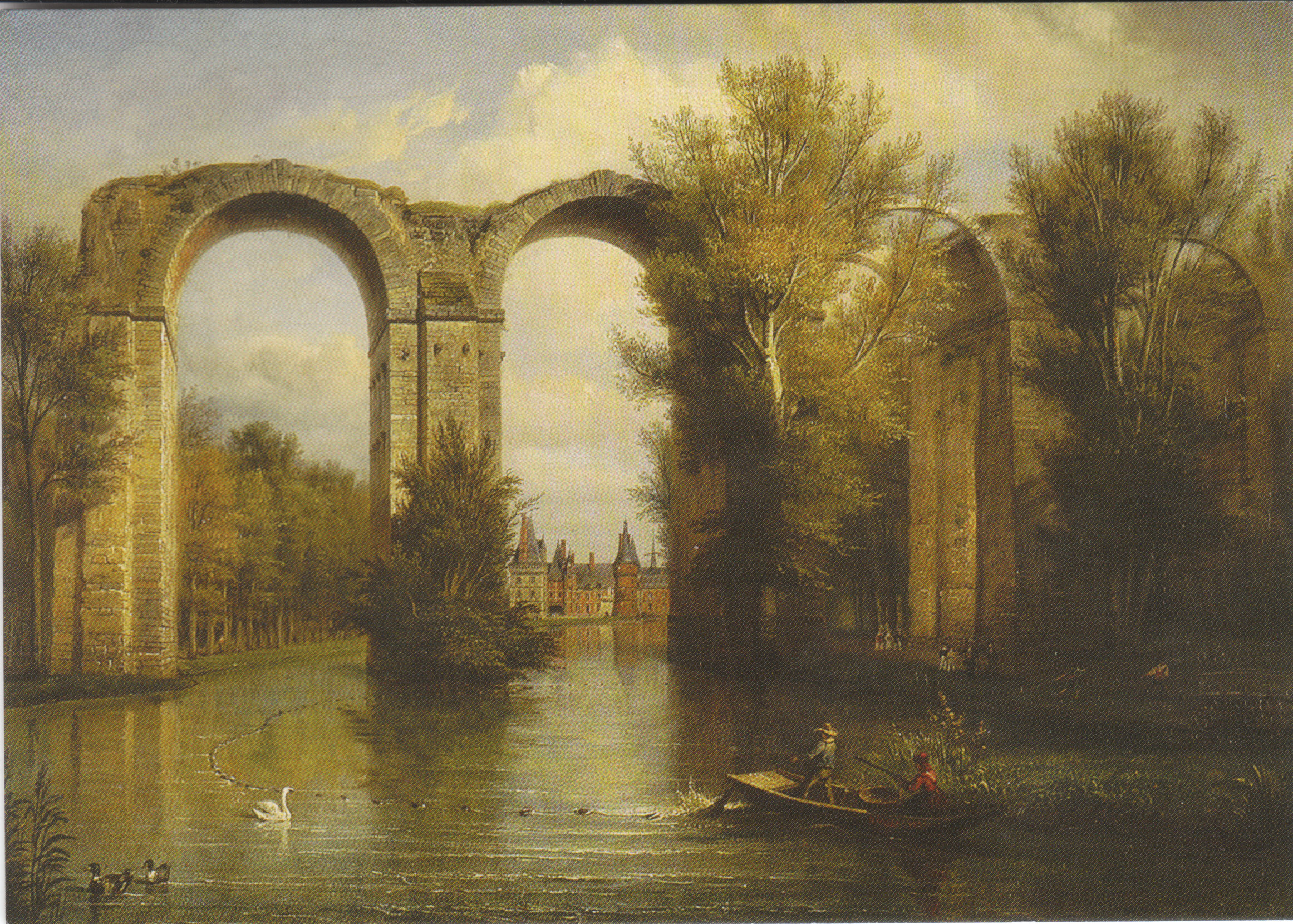
Le château de Maintenon vu à travers l'aqueduc de François-Edme Ricois (1795-1881).
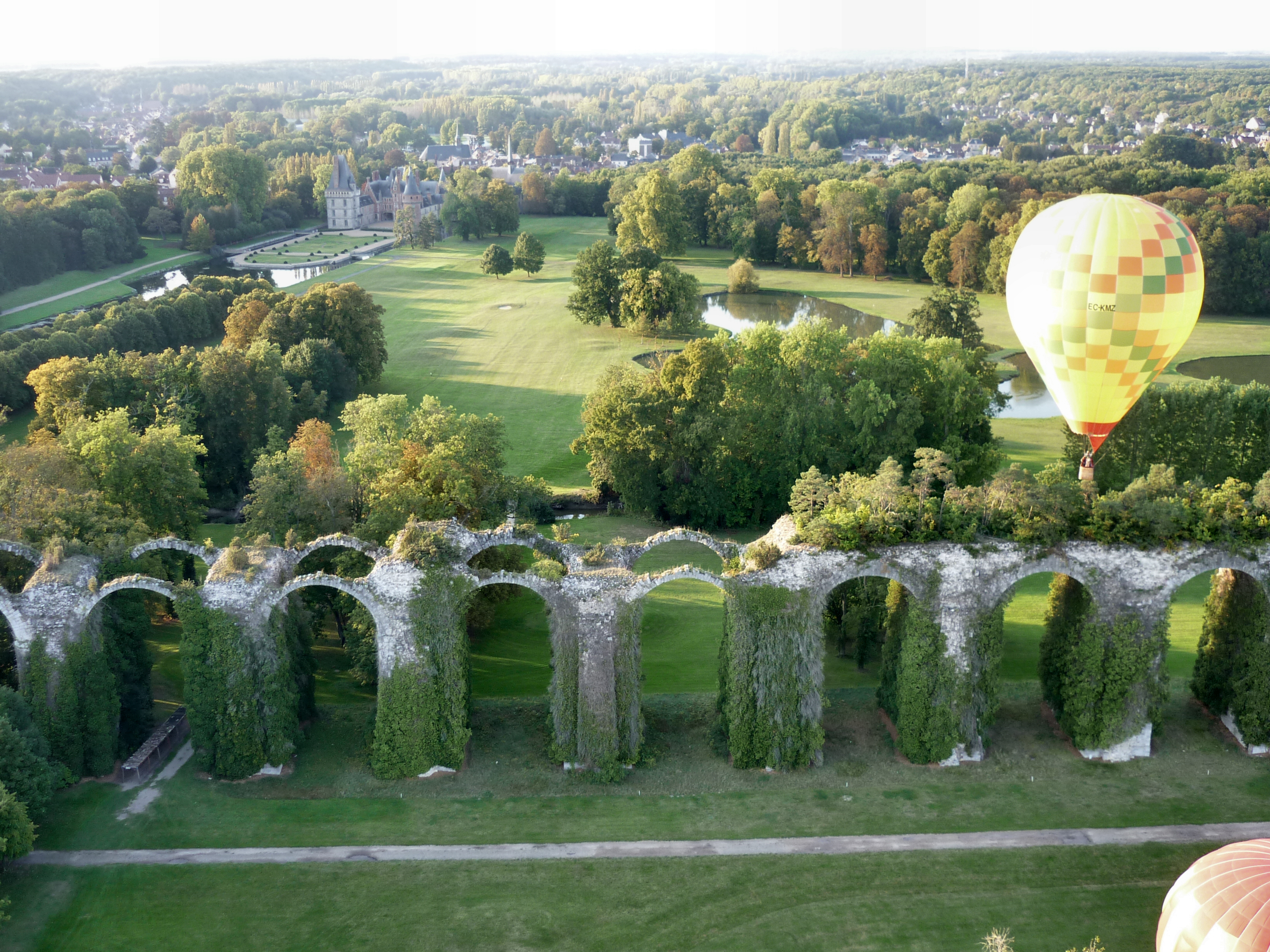
Vue aérienne.
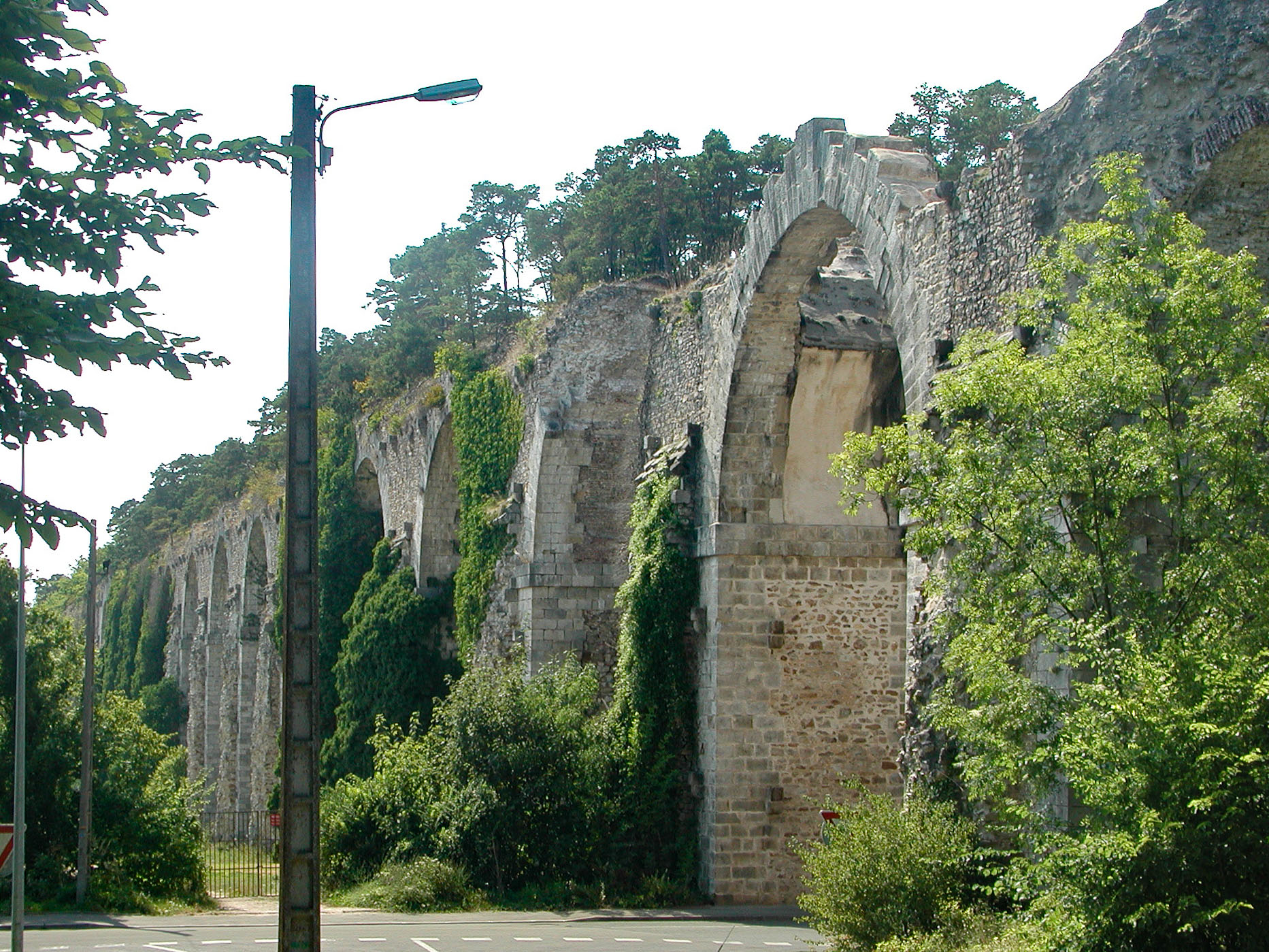
Vue de l'aqueduc et de la route de Gallardon dessous.